# ムチャリンダ

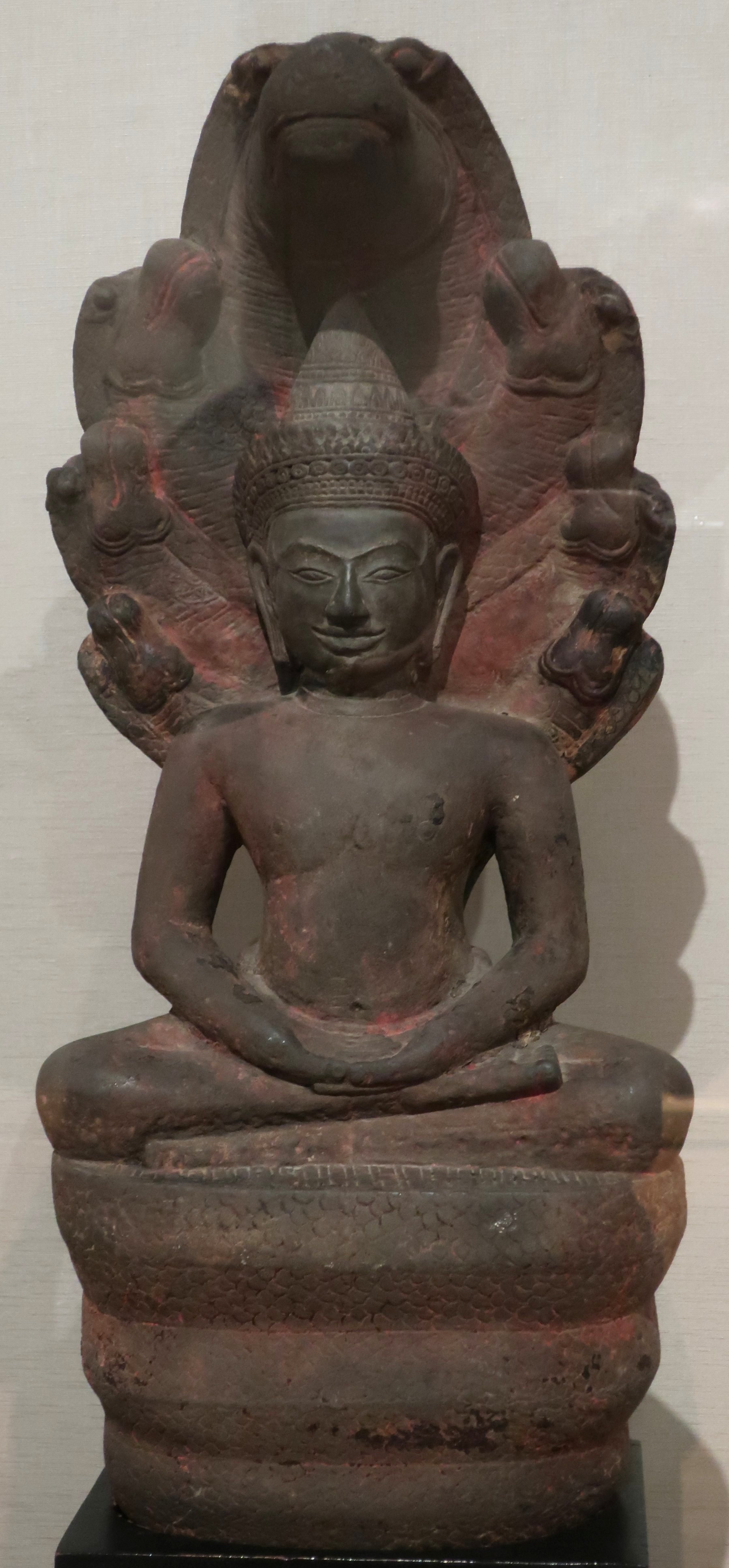
ムチャリンダとブッダ。

- ムチャリンダ
- ムチリンダ

ムチャリンダ（巴: Mucalinda, 梵: Mucilinda）は、インド神話に登場するナーガラージャの一人。仏教のとある話では、ブッダに帰依したとされる。
ある時、ブッダはとある菩提樹の木の下で瞑想をしたが、そこにはムチャリンダが棲んでいた。ムチャリンダはブッダの偉大さに気づき、静かに見守り続けた。やがて激しい嵐が起こると、ムチャリンダは自らの体を7回巻きにブッダに巻きつけ、約7日間に渡り雨風から守り続けた。その後、人間の姿になり、ブッダに帰依したといわれる。この人間の姿は、7回巻きの藍とも呼ばれている。
日本におけるムチャリンダ（竜王）の存在は、専ら禅宗系の寺院や塔中などの法堂の天井絵に、禅の修行をする者の守護者として数多く描かれている。京都妙心寺の法堂天井に描かれている狩野探幽作『雲龍図』（重要文化財）などが有名である。